# Trimalaconothrus africanus
Trimalaconothrus africanus är en kvalsterart som beskrevs av Balogh 1958. Trimalaconothrus africanus ingår i släktet Trimalaconothrus och familjen Malaconothridae. Inga underarter finns listade i Catalogue of Life.